# De binnenplaats van de beurs in Amsterdam
De binnenplaats van de beurs in Amsterdam is een schilderij van Emanuel de Witte in Museum Boijmans Van Beuningen in Rotterdam.

## Voorstelling
Het stelt de binnenplaats voor van de Koopmansbeurs. Dit gebouw werd tussen 1608 en 1611 gebouwd naar een ontwerp van Hendrick de Keyser ten zuiden van de Dam over het Rokin. De ingangen bevonden zich aan de beide korte gevels. De rechthoekige binnenplaats, omgeven door een overwelfde zuilengang, bood koopmannen de gelegenheid hun waren te verhandelen. De blinde muur boven de zuilenrij, versierd met halfronde nissen en rechthoekige muurpenanten en door vlakke pilasters gescheiden, vormde de achterkant van een reeks vertrekken, die voor handels- en administratiedoeleinden gebruikt werden.

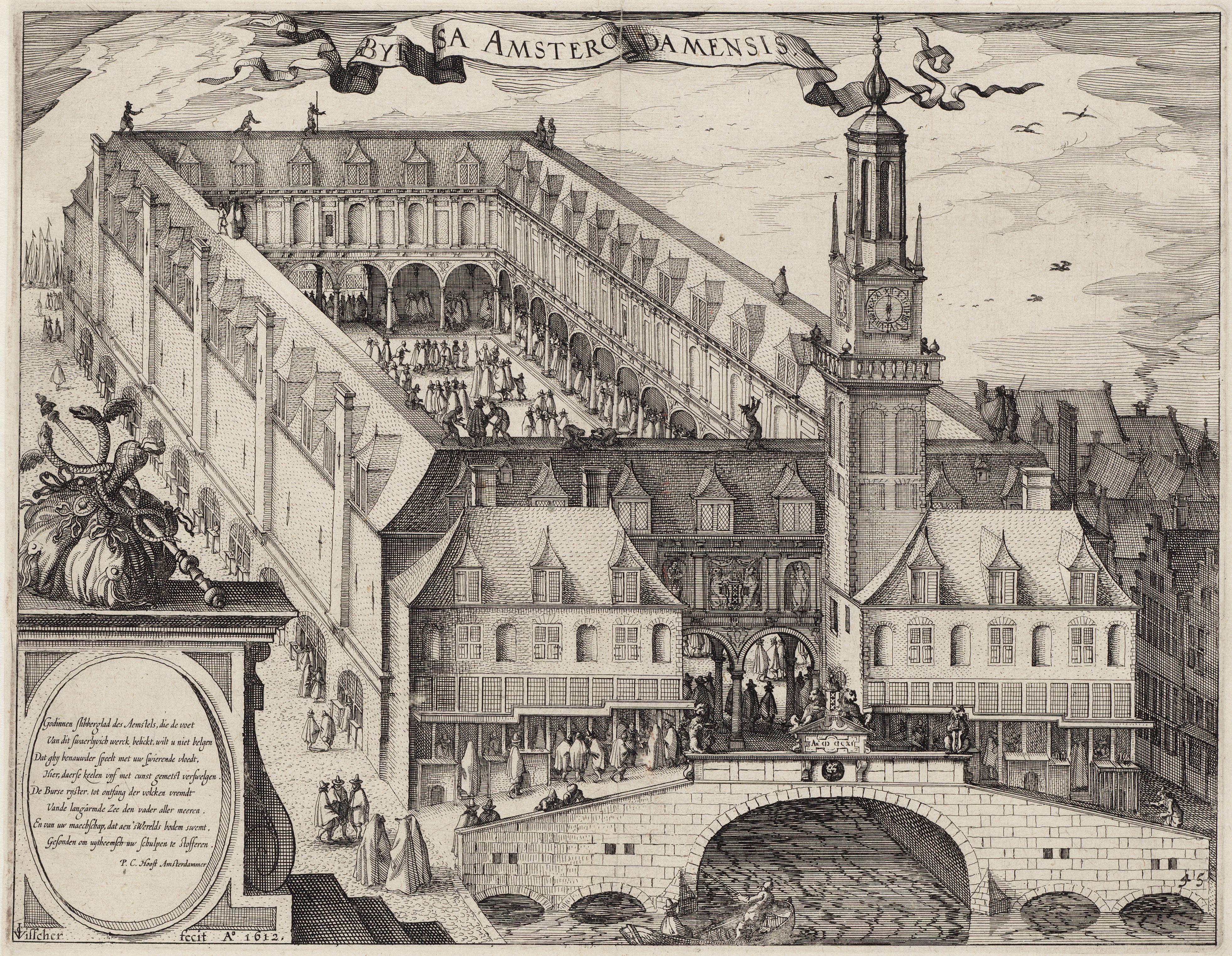
Claes Jansz. Visscher. De beurs van Hendrick de Keyser in noordelijke richting. 1612.

De schilder laat de beurs zien naar het zuiden, richting de ranke klokkentoren aan het Rokin. Hij heeft niet alleen aandacht voor de architectuur van het gebouw, ook de gebruikers ervan nemen een prominente plaats in. De man bij de rechter pilaar is mogelijk de opdrachtgever van het schilderij. De Witte heeft het niet zo nauw genomen met het perspectief; het verdwijnpunt ontbreekt. In plaats daarvan kruisen de perspectieflijnen zich in een vrij groot gebied op de rechter pilaar tussen de hoofden van de twee mannen op de voorgrond. Ook heeft hij geen gebruik gemaakt van een ondertekening.

## Herkomst
Het schilderij werd mogelijk op 10 augustus 1734 geveild bij veilinghuis Daniel Adrianus Beukelaar in Amsterdam. Later was het in het bezit van George Watson Taylor, wiens boedelveiling op 14 juni 1823 plaatsvond bij veilinghuis Christie's in Londen. Op 11 juni 1830 werd het geveild bij veilinghuis Stanley eveneens in Londen. Vanaf ongeveer 1844 was het in het bezit van de Brits politicus Joseph Neeld, eigenaar van Grittleton House bij Chippenham in Wiltshire. Het bleef in het bezit van de familie Neeld tot de veiling van de verzameling van L.W. Neeld bij Christie's in Londen op 9 juni 1944. In 1951 was het in het bezit van Willem Dreesmann, wiens verzameling op 22 maart 1960 geveild werd bij veilinghuis Mensing in Amsterdam. In 1972 werd het door Stichting Willem van der Vorm in bruikleen gegeven aan Museum Boijmans Van Beuningen.